# المقطار (المخادر)

تعديل مصدري - تعديل

المقطار محلة تابعة لقرية الخربات، التابعة لعزلة السحول بمديرية المخادر إحدى مديريات محافظة إب في الجمهورية اليمنية، بلغ تعداد سكانها 76 حسب تعداد اليمن لعام 2004.